# Václav Kabát
Václav Kabát (8. dubna 1932, Praha) je český malíř, grafik, ilustrátor, typograf a karikaturista.

## Život
V letech 1947–1951 vystudoval v Praze pod vedením Petra Dillingera a Jaroslava Vodrážky Státní grafickou školu a poté v letech 1951–1956 u profesora Vladimíra Pukla Akademii výtvarných umění.
Od ukončení studia vykonává svobodné povolání. Volnou grafiku provádí v technikách leptu a suché jehly. Spolupracuje s celou řadou nakladatelství, časopisů a novin. Graficky upravil mnoho knih a asi devadesát titulů sám ilustroval. Jeho nejrozsáhlejším dílem jsou ilustrace série deníků Adriana Molea spisovatelky Sue Townsendové.
Vystavuje nejčastěji na společných výstavách ilustrací pro děti. Od roku 1990 je členem Klubu ilustrátorů dětské knihy.

## Ocenění
Za svou práci získal celou řadu ocenění:
- 1974: Hlavní cena Premio grafico di Bologna za ilustrace ke knize Jamese Thurbera Třináctery hodiny.
- 1977: Stříbrná medaile IBA Lipsko za ilustrace ke knize dvojice Asbjørnsen a Moe O princeznách z modrého vrchu.
- 1983: Čestné uznání Nejkrásnější kniha ČSSR za ilustrace ke knize Hannu Mäkely Pan Hú.
- 1985: Čestné uznání z Bienále ilustrací v Bratislavě za ilustrace ke knize Bohuslava Blažka Zprávy z babylónské věže.
- 2002: Zlatá stuha České sekce IBBY za celoživotní tvorbu.

## Z knižních ilustrací

### Česká a slovenská literatura
| - Jiří Bečka: Šibal Mušfikí (1985) - Bohuslav Blažek: Zprávy z babylónské věže (1984) - Jaroslava Blažková: Ostrov kapitána Hašašara (1962) - Rudolf Čechura: Pavián mezi lidmi (1986) - Martina Drijverová: Zajíc a sovy (1990) - Iva Hercíková: Sůvy (1982) - Vladimír Hulpach: Příběhy ze Shakespeara (2000) - Vladimír Hulpach: Pověsti z Čech, Moravy a Slezska (2007) - Vladimír Hulpach: Báje, legendy a pověsti staré Prahy (2010) - Klára Jarunková: Tiché bouřky (1982) - Jan Jílek: Mimozemšťanů je čím dál víc (2006) - Vladimír Klevis: Michaela (1983) - Jana Knitlová: Krakonoš a lyžníci (1989) - Květa Legátová: Román v dopisech (2002) - Zdeněk Mahler: Indický hlavolam (1987) - Zbyněk Malinský: Dům ve Sluneční ulici (1978) - Ludvík Němec: Průvodce povětřím a tmou (1988) - Božena Němcová: Pohádky (2014) - Jindřich Pokorný: Zakopaný pes (1976) - Vladimír Přibský: Komisař Bambus a fantóm banky (1986) | - Jan Ryska: Lodní deník (1981). - Vojtěch Steklač: Béďa Dynamit & spol. (1977) - Vojtěch Steklač: Dobrodružství tajného agenta Pankráce Tangenta (1985) - Vojtěch Steklač: Detektiv Bondybej 001 & spol. (2006) - Vladimír Svoboda: Čtrnácté patro, čtrnáctý rok (1978) - Jiří Šebánek a kol.: Jára (da) Cimrman – sborník o životě a díle českého polyhistora (1970) - Šimek a Grossman: Návštěvní dny (1975) - Šimek a Sobota: Jak vyrobit bumerang (1987) - Šimek a Krampol: Vlaková souprava pro třetí tisíciletí (1988) - Šimek, Grossman a Krampol: Besídka bývalých žáků zvláštní školy (1990) - Zdeněk Šmíd: Za písní Severu, aneb, Proč bychom se neztratili (2000) - Pavel Šrut: Obr jménem Drobeček (1997) - Jana Štroblová: Když je psů jako psů (1994) - Jan Vladislav: O kočičím králi (1971) - Jan Vodňanský: Na výletě v Popletově (1976) - Paul Lang: Kurážné srdce (2012) - Paul Lang: Střapatice aneb Honba za zlatým prasátkem (2019) |

### Zahraniční literatura
| - Joe Alex: Povím vám, jak zahynul (1968). - Asbjørnsen a Moe O princeznách z modrého vrchu (1973). - Gerald Durrell: Ptáci, zvířata a moji příbuzní (1974). - Michael Ende: Příběh, který nikdy neskončí (1987). - Rudyard Kipling: Bajky i nebajky (1996). - James Krüss: Léto na Humřím útesu (1984). - André Laurie: Tajemná Atlantis (1971). - Hannu Mäkelä: Pan Hú (1983). - George Bernard Shaw: Divadelní moudrost Bernarda Shawa (1979). - James Thurber: Třináctery hodiny (1974). - Sue Townsendová: Coventry na útěku (1998). | - Sue Townsendová: Tajný deník Adriana Molea (1988). - Sue Townsendová: Hořké zrání Adriana Molea (1994). - Sue Townsendová: Adrian Mole – léta v divočině (1995). - Sue Townsendová: Pravdivá zpověď Adriana Molea (1996). - Sue Townsendová: Adrian Mole – léta u kapučína (2000). - Sue Townsendová: Adrian Mole a zbraně hromadného ničení (2007). - Sue Townsendová: Ztracené deníky Adriana Molea: 1999-2001 (2010). - Sue Townsendová: Adrian Mole – léta prostoty (2011). - Tom Sharpe: Nový život Henryho Wilta (1999). - Tom Sharpe: Henry Wilt má smůlu (2000). - Tom Sharpe: Povznesení Henryho Wilta (2002). |